# Tensor tensão de Cauchy

Figura 1: Componentes de tensão em três dimensões

O tensor tensão de Cauchy na mecânica do contínuo, representado universalmente pelo símbolo {\displaystyle {\boldsymbol {\sigma }}\,\!}, também chamado tensor tensão verdadeira ou simplesmente tensor tensão, denominado em memória de Augustin-Louis Cauchy, é um tensor tridimensional de segunda ordem, com nove componentes {\displaystyle \sigma _{ij}\,\!}, que define completamente o estado de tensão em um ponto no domínio de um corpo material em sua configuração deformada. O tensor relaciona um vetor diretor de comprimento unitário n com o vetor tensão T(n) sobre uma superfície imaginária perpendicular a n,
{\displaystyle \mathbf {T} ^{(\mathbf {n} )}=\mathbf {n} \cdot {\boldsymbol {\sigma }}\quad {\text{ou}}\quad T_{j}^{(n)}=\sigma _{ij}n_{i}\,\!.}
Para os eixos coordenados da Figura 1, usando notação indicial,
{\displaystyle {\boldsymbol {\sigma }}=\left[{\begin{matrix}\sigma _{11}&\sigma _{12}&\sigma _{13}\\\sigma _{21}&\sigma _{22}&\sigma _{23}\\\sigma _{31}&\sigma _{32}&\sigma _{33}\\\end{matrix}}\right]\equiv \left[{\begin{matrix}\sigma _{xx}&\sigma _{xy}&\sigma _{xz}\\\sigma _{yx}&\sigma _{yy}&\sigma _{yz}\\\sigma _{zx}&\sigma _{zy}&\sigma _{zz}\\\end{matrix}}\right]\equiv \left[{\begin{matrix}\sigma _{x}&\tau _{xy}&\tau _{xz}\\\tau _{yx}&\sigma _{y}&\tau _{yz}\\\tau _{zx}&\tau _{zy}&\sigma _{z}\\\end{matrix}}\right]\,\!.}
O tensor tensão de Cauchy obedece a lei de transformação de tensores sobre uma mudança de sistema de coordenadas. Uma representação gráfica desta lei de transformação é o círculo de Mohr para tensões.
O tensor tensão de Cauchy é usado para a análise de tensões de corpos materiais submetidos a pequenas deformações. É um conceito central da teoria da elasticidade linear. Para grandes deformações, também denominado teoria das deformações finitas, outras medidas de tensão são necessárias, tais como o tensor tensão de Piola-Kirchhoff, o tensor tensão de Biot e o tensor tensão de Kirchhoff.
De acordo com o princípio da conservação do momento linear, se o corpo contínuo está em equilíbrio estático pode ser demonstrado que as componentes do tensor tensão de Cauchy em todo ponto material do corpo satisfaz as equações de equilíbrio (equações de movimento de Cauchy para aceleração nula). Ao mesmo tempo, de acordo com o princípio da conservação do momento angular, o equilíbrio requer que a soma dos momentos em relação a um ponto arbitrário seja nula, o que leva à conclusão de que o tensor tensão é simétrico, havendo assim somente seis componentes independentes de tensão, ao invés das nove originais.
Há alguns invariantes associados ao tensor tensão, cujos valores não dependem do sistema de coordenadas usado, ou da área do elemento sobre a qual o tensor tensão atua. Estes são os três autovalores do tensor tensão, que são denominados tensões principais.

## Princípio da tensão de Euler-Cauchy - o vetor tensão

Figura 2.1a: Distribuição interna de forças e momentos sobre um diferencial da superfície interna em um contínuo, como resultado da interação entre as duas porções do contínuo separadas pela superfície

Figura 2.1b: Distribuição interna de forças e momentos sobre um diferencial da superfície interna em um contínuo, como resultado da interação entre as duas porções do contínuo separadas pela superfície

Figura 2.1c: Vetor tensão sobre uma superfície interna S com vetor normal n. Dependendo da orientação do plano em consideração, o vetor tensão pode não necessariamente ser perpendicular ao plano, i.e. paralelo a, e pode ser decomposto em duas componentes: uma componente normal ao plano, chamada tensão normal, e outra componente paralela a este plano, chamada tensão cisalhante.

O princípio da tensão de Euler–Cauchy estabelece que sobre qualquer superfície (real ou imaginária) que divide o corpo, a ação de uma parte do corpo sobre a outra é equivalente ao sistema de forças e momentos distribuídos sobre a superfície dividindo o corpo, sendo representada por um campo {\displaystyle \mathbf {T} ^{(\mathbf {n} )}}, denominado vetor tensão, definido sobre a superfície {\displaystyle S\,\!} e assumido depender continuamente do vetor unitário à superfície {\displaystyle \mathbf {n} \,\!}.:p.66–96
Para formular o princípio de tensão de Euler-Cauchy, considere uma superfície imaginária {\displaystyle S\,\!} passando através de um ponto interno do material {\displaystyle P\,\!} dividindo o corpo contínuo em 2 segmentos, como visto nas Figuras 2.1a ou 2.1b (pode-se usar quer o diagrama do plano de corte ou o diagrama com o volume arbitrário dentro do contínuo fechado pela superfície {\displaystyle S\,\!}).
Segundo a dinâmica clássica de Newton e Euler, o movimento de um corpo material é produzido pela ação de forças aplicadas externamente, as quais são assumidas como sendo de dois tipos: forças de superfície {\displaystyle \mathbf {F} } e forças de corpo {\displaystyle \mathbf {b} }. Deste modo, a força total  {\displaystyle {\mathcal {F}}} aplicada a um corpo ou a uma parte do corpo pode ser expressa como
{\displaystyle {\mathcal {F}}=\mathbf {b} +\mathbf {F} \,\!.}
Somente as forças de superfície serão discutidas neste artigo em que sejam relevantes para o tensor tensão de Cauchy.
Quando o corpo é submetido a forças de superfície externas ou forças de contato {\displaystyle \mathbf {F} \,\!}, segundo as equações do movimento de Euler, as forças de contato internas e os momentos são transmitidos de um ponto a outro no corpo, e de um segmento para o outro através da superfície de separação {\displaystyle S\,\!}, devido ao contato mecânico de uma parte do contínuo para a outra (Figura 2.1a e 2.1b). Em um elemento de área {\displaystyle \Delta S\,\!} contendo {\displaystyle P\,\!}, com o vetor normal {\displaystyle \mathbf {n} }, a força de distribuição é equipolente à força de contato {\displaystyle \Delta \mathbf {F} \,\!} e ao momento de superfície {\displaystyle \Delta \mathbf {M} \,\!}. Em particular, a força de contato é dada por
{\displaystyle \Delta \mathbf {F} =\mathbf {T} ^{(\mathbf {n} )}\,\Delta S\,\!,}
sendo {\displaystyle \mathbf {T} ^{(\mathbf {n} )}} a tração superficial média.
O princípio da tensão de Cauchy assegura:p.47–102  que como {\displaystyle \Delta S\,\!} torna-se muito pequeno e tende a zero, a taxa {\displaystyle \Delta \mathbf {F} /\Delta S\,\!} torna-se {\displaystyle d\mathbf {F} /dS\,\!} e o par de tensores de momento {\displaystyle \Delta \mathbf {M} \,\!} desaparece. Em campos específicos da mecânica dos meios contínuos, o par de momento é assumido não desaparecer; no entanto, ramos clássicos da mecânica dos meios contínuos abordam materiais não polares que não consideram pares de momento e momentos de corpo.
O vetor resultante {\displaystyle d\mathbf {F} /dS\,\!} é definido como a superfície de tração, também chamado vetor tensão, tração, ou vetor tração. dado por {\displaystyle \mathbf {T} ^{(\mathbf {n} )}=T_{i}^{(\mathbf {n} )}\mathbf {e} _{i}\,\!} no ponto {\displaystyle P\,\!} associado a um plano com o vetor normal {\displaystyle \mathbf {n} \,\!}
{\displaystyle T_{i}^{(\mathbf {n} )}=\lim _{\Delta S\to 0}{\frac {\Delta F_{i}}{\Delta S}}={dF_{i} \over dS}\,\!.}
Esta equação significa que o vetor tensão depende de sua localização no corpo e da orientação do plano sobre o qual ele atua.
Isto implica que a ação balanceadora das forças internas de contato gera uma densidade de forças de contato ou campo de trações de Cauchy {\displaystyle \mathbf {T} (\mathbf {n} ,\mathbf {x} ,t)} que representa a distribuição das forças internas de contato através do volume em uma particular configuração do corpo em um dado tempo {\displaystyle t\,\!}. Este não é um campo vetorial porque o mesmo depende não apenas da posição {\displaystyle \mathbf {x} } de um ponto material particular, mas também da orientação local do elemento de superfície como definido por seu vetor normal {\displaystyle \mathbf {n} }.
Dependendo da orientação  do plano sob consideração, o vetor tensão pode não ser necessariamente perpendicular àquele plano, i.e. paralelo a {\displaystyle \mathbf {n} \,\!}, e pode ser decomposto em duas componentes (Figura 2.1c):
- uma normal ao plano, chamada tensão normal

{\displaystyle \mathbf {\sigma _{\mathrm {n} }} =\lim _{\Delta S\to 0}{\frac {\Delta F_{\mathrm {n} }}{\Delta S}}={\frac {dF_{\mathrm {n} }}{dS}},}
onde {\displaystyle dF_{\mathrm {n} }\,\!} é a componente normal da força {\displaystyle d\mathbf {F} \,\!} na área diferencial {\displaystyle dS\,\!}
- e a outra paralela a este plano, chamada tensão cisalhante

{\displaystyle \mathbf {\tau } =\lim _{\Delta S\to 0}{\frac {\Delta F_{\mathrm {s} }}{\Delta S}}={\frac {dF_{\mathrm {s} }}{dS}},}
onde {\displaystyle dF_{\mathrm {s} }\,\!} é a componente tangencial da força {\displaystyle d\mathbf {F} \,\!} na área diferencial {\displaystyle dS\,\!}. A tensão cisalhante pode ser ainda decomposta em duas componentes mutuamente perpendiculares.

### Postulado de Cauchy
De acordo com o Postulado de Cauchy, o vetor tensão {\displaystyle \mathbf {T} ^{(\mathbf {n} )}} permanece inalterado para todas as superfícies passando através do ponto {\displaystyle P\,\!} e tendo o mesmo vetor normal {\displaystyle \mathbf {n} \,\!} em {\displaystyle P\,\!}, i.e., tendo uma tangente comum em {\displaystyle P\,\!}. Isto significa que o vetor tensão é uma função apenas do vetor normal {\displaystyle \mathbf {n} \,\!}, não sendo influenciado pela curvatura das superfícies internas.

### Lema fundamental de Cauchy
Uma consequência do postulado de Cauchy é o Lema Fundamental de Cauchy, também chamado de teorema recíproco de Cauchy,:p.103–130 estabelecendo que o vetor tensão agindo sobre lados opostos da mesma superfície são iguais em magnitude e opostos em sentido. O lema fundamental de Cauchy é equivalente à Terceira Lei de Newton, expressa por
{\displaystyle -\mathbf {T} ^{(\mathbf {n} )}=\mathbf {T} ^{(-\mathbf {n} )}.\,\!}

## Teorema da tensão de Cauchy—tensor tensão
O estado de tensões em um ponto do corpo é definido por todas as componentes do vetor tensão T(n) associadas com todos os planos (infinitos em número) que passam através daquele ponto. Contudo, de acordo com o teorema fundamental de Cauchy, também chamado teorema da tensão de Cauchy, conhecendo apenas os vetores tensão sobre três planos mutuamente perpendiculares, o vetor tensão sobre qualquer outro plano passando através daquele ponto pode ser determinado através das equações de transformação de coordenadas.
O teorema da tensão de Cauchy estabelece que existe um campo tensorial de segunda ordem σ(x, t), denominado tensor tensão de Cauchy, independente de n, tal que T é um funcional linear de n
{\displaystyle \mathbf {T} ^{(\mathbf {n} )}=\mathbf {n} \cdot {\boldsymbol {\sigma }}\quad {\text{ou}}\quad T_{j}^{(n)}=\sigma _{ij}n_{i}\,\!.}
Esta equação implica que o vetor tensão T(n) em qualquer ponto P em um contínuo associado com um plano  com vetor unitário normal n pode ser expresso como uma função do vetor tensão sobre os planos perpendiculares aos eixos coordenados, i.e. em termos das componentes σij do tensor tensão σ.
Para provar esta expressão, considere um tetraedro com três faces orientadas nos planos coordenados, e com uma área infinitesimal dA orientada em um sentido arbitrário especificado por um vetor unitário normal n (Figura 2.2). O tetraedro é formado cortando o elemento infinitesimal ao longo de um plano arbitrário n. O vetor tensão sobre este plano é denotado por T(n). Os vetores tensão agindo sobre as faces do tetraedro são denotados por T(e1), T(e2) e T(e3), sendo por definição as componentes σij do tensor tensão σ. Este tetraedro é também denominado tetraedro de Cauchy. O equilíbrio de forças, i.e. primeira lei do movimento de Euler (segunda lei do movimento de Newton), fornece
{\displaystyle \mathbf {T} ^{(\mathbf {n} )}\,dA-\mathbf {T} ^{(\mathbf {e} _{1})}\,dA_{1}-\mathbf {T} ^{(\mathbf {e} _{2})}\,dA_{2}-\mathbf {T} ^{(\mathbf {e} _{3})}\,dA_{3}=\rho \left({\frac {h}{3}}dA\right)\mathbf {a} \,\!,}

Figura 2.2: Vetor tensão atuando sobre um plano com vetor unitário normal n.
Nota sobre a convenção de sinais: O tetraedro é formado cortando um paralelepípedo ao longo de um plano arbitrário n. Assim, a força atuando sobre o plano n é a reação exercida pela outra metade do paralelepípedo e tem o sinal oposto.

onde o lado direito representa a massa do tetraedro multiplicada por sua aceleração: ρ é a densidade, a a aceleração e  h a altura do tetraedro, considerando o plano n como base. As áreas das faces do tetraedro perpendiculares aos eixos podem ser determinadas por projeção de dA sobre cada face (usando o produto escalar)
{\displaystyle dA_{1}=\left(\mathbf {n} \cdot \mathbf {e} _{1}\right)dA=n_{1}\;dA\,\!,}
{\displaystyle dA_{2}=\left(\mathbf {n} \cdot \mathbf {e} _{2}\right)dA=n_{2}\;dA\,\!,}
{\displaystyle dA_{3}=\left(\mathbf {n} \cdot \mathbf {e} _{3}\right)dA=n_{3}\;dA\,\!,}
e então substituindo na equação e cancelando dA por divisão
{\displaystyle \mathbf {T} ^{(\mathbf {n} )}-\mathbf {T} ^{(\mathbf {e} _{1})}n_{1}-\mathbf {T} ^{(\mathbf {e} _{2})}n_{2}-\mathbf {T} ^{(\mathbf {e} _{3})}n_{3}=\rho \left({\frac {h}{3}}\right)\mathbf {a} \,\!.}
Para considerar o caso limite quando o tetraedro reduz-se a um ponto, h deve convergir a zero (intuitivamente, o plano n é transladado o longo de n para O). Como resultado, o lado direito da equação converge para 0, e assim
{\displaystyle \mathbf {T} ^{(\mathbf {n} )}=\mathbf {T} ^{(\mathbf {e} _{1})}n_{1}+\mathbf {T} ^{(\mathbf {e} _{2})}n_{2}+\mathbf {T} ^{(\mathbf {e} _{3})}n_{3}\,\!.}
Assumindo um elemento material (Figura 2.3) com planos perpendiculares aos eixos coordenados de um sistema de coordenadas cartesianas, o vetor tensão associado a cada um dos planos, i.e. T(e1), T(e2) e T(e3) pode ser decomposto em uma componente normal e duas componentes cisalhantes, i.e. componentes nas direções dos três eixos coordenados. Para o caso particular de uma superfície com vetor unitário normal orientado na direção do eixo x1, denotando a tensão normal por σ11 e as duas tensões cisalhantes como σ12 e σ13, resulta
{\displaystyle \mathbf {T} ^{(\mathbf {e} _{1})}=T_{1}^{(\mathbf {e} _{1})}\mathbf {e} _{1}+T_{2}^{(\mathbf {e} _{1})}\mathbf {e} _{2}+T_{3}^{(\mathbf {e} _{1})}\mathbf {e} _{3}=\sigma _{11}\mathbf {e} _{1}+\sigma _{12}\mathbf {e} _{2}+\sigma _{13}\mathbf {e} _{3}\,\!,}
{\displaystyle \mathbf {T} ^{(\mathbf {e} _{2})}=T_{1}^{(\mathbf {e} _{2})}\mathbf {e} _{1}+T_{2}^{(\mathbf {e} _{2})}\mathbf {e} _{2}+T_{3}^{(\mathbf {e} _{2})}\mathbf {e} _{3}=\sigma _{21}\mathbf {e} _{1}+\sigma _{22}\mathbf {e} _{2}+\sigma _{23}\mathbf {e} _{3}\,\!,}
{\displaystyle \mathbf {T} ^{(\mathbf {e} _{3})}=T_{1}^{(\mathbf {e} _{3})}\mathbf {e} _{1}+T_{2}^{(\mathbf {e} _{3})}\mathbf {e} _{2}+T_{3}^{(\mathbf {e} _{3})}\mathbf {e} _{3}=\sigma _{31}\mathbf {e} _{1}+\sigma _{32}\mathbf {e} _{2}+\sigma _{33}\mathbf {e} _{3}\,\!.}
Em notação indicial estas equações são expressas por
{\displaystyle \mathbf {T} ^{(\mathbf {e} _{i})}=T_{j}^{(\mathbf {e} _{i})}\mathbf {e} _{j}=\sigma _{ij}\mathbf {e} _{j}\,\!.}
As nove componentes σij do tensor tensão são componentes de um tensor cartesiano de segunda ordem denominado tensor tensão de Cauchy, que define completamente o estado de tensões em um ponto, dado por
{\displaystyle {\boldsymbol {\sigma }}=\sigma _{ij}=\left[{\begin{matrix}\mathbf {T} ^{(\mathbf {e} _{1})}\\\mathbf {T} ^{(\mathbf {e} _{2})}\\\mathbf {T} ^{(\mathbf {e} _{3})}\\\end{matrix}}\right]=\left[{\begin{matrix}\sigma _{11}&\sigma _{12}&\sigma _{13}\\\sigma _{21}&\sigma _{22}&\sigma _{23}\\\sigma _{31}&\sigma _{32}&\sigma _{33}\\\end{matrix}}\right]\equiv \left[{\begin{matrix}\sigma _{xx}&\sigma _{xy}&\sigma _{xz}\\\sigma _{yx}&\sigma _{yy}&\sigma _{yz}\\\sigma _{zx}&\sigma _{zy}&\sigma _{zz}\\\end{matrix}}\right]\equiv \left[{\begin{matrix}\sigma _{x}&\tau _{xy}&\tau _{xz}\\\tau _{yx}&\sigma _{y}&\tau _{yz}\\\tau _{zx}&\tau _{zy}&\sigma _{z}\\\end{matrix}}\right]\,\!,}
sendo σ11, σ22 e σ33 as tensões normais, e σ12, σ13, σ21, σ23, σ31 e σ32 as tensões cisalhantes. O primeiro índice i indica que a tensão atua sobre um plano normal ao eixo xi, e o segundo índice j denota a direção na qual a tensão atua. Uma componente de tensão é positiva se age no sentido positivo do eixo coordenado, e se o plano sobre o qual ela atua tem um vetor normal externo apontando no sentido da coordenada.
Assim, usando as componentes do tensor tensão
{\displaystyle {\begin{aligned}\mathbf {T} ^{(\mathbf {n} )}&=\mathbf {T} ^{(\mathbf {e} _{1})}n_{1}+\mathbf {T} ^{(\mathbf {e} _{2})}n_{2}+\mathbf {T} ^{(\mathbf {e} _{3})}n_{3}\\&=\sum _{i=1}^{3}\mathbf {T} ^{(\mathbf {e} _{i})}n_{i}\\&=\left(\sigma _{ij}\mathbf {e} _{j}\right)n_{i}\\&=\sigma _{ij}n_{i}\mathbf {e} _{j}\end{aligned}}}
ou, equivalentemente,
{\displaystyle T_{j}^{(\mathbf {n} )}=\sigma _{ij}n_{i}.}
Alternativamente, em forma matricial
{\displaystyle \left[{\begin{matrix}T_{1}^{(\mathbf {n} )}&T_{2}^{(\mathbf {n} )}&T_{3}^{(\mathbf {n} )}\end{matrix}}\right]=\left[{\begin{matrix}n_{1}&n_{2}&n_{3}\end{matrix}}\right]\cdot \left[{\begin{matrix}\sigma _{11}&\sigma _{12}&\sigma _{13}\\\sigma _{21}&\sigma _{22}&\sigma _{23}\\\sigma _{31}&\sigma _{32}&\sigma _{33}\\\end{matrix}}\right]\,\!.}
A representação do tensor tensão de Cauchy usando a notação de Voigt é vantajosa em vista da simetria do tensor tensão, expressando a tensão como um vetor de seis componentes na forma
{\displaystyle {\boldsymbol {\sigma }}={\begin{bmatrix}\sigma _{1}&\sigma _{2}&\sigma _{3}&\sigma _{4}&\sigma _{5}&\sigma _{6}\end{bmatrix}}^{T}\equiv {\begin{bmatrix}\sigma _{11}&\sigma _{22}&\sigma _{33}&\sigma _{23}&\sigma _{31}&\sigma _{12}\end{bmatrix}}^{T}.\,\!}
A notação de Voigt é usada extensivamente na representação da relação tensão-deformação em mecânica dos sólidos e para a eficiência computacional em programas de mecânica estrutural numérica.

### Regra de transformação do tensor tensão
Pode ser demonstrado que o tensor tensão é um tensor de segunda ordem contravariante, o que significa uma constatação de como o mesmo é transformado sob uma mudança do sistema de coordenadas. De um sistema xi a um sistema  xi' , as componentes σij no sistema inicial são transformadas nas componentes σij'  no novo sistema de acordo com a regra de transformação de tensores (Figura 2.4):
{\displaystyle \sigma '_{ij}=a_{im}a_{jn}\sigma _{mn}\quad {\text{ou}}\quad {\boldsymbol {\sigma }}'=\mathbf {A} {\boldsymbol {\sigma }}\mathbf {A} ^{T}\,\!,}
sendo A uma matriz de rotação com componentes aij. Na forma matricial
{\displaystyle \left[{\begin{matrix}\sigma '_{11}&\sigma '_{12}&\sigma '_{13}\\\sigma '_{21}&\sigma '_{22}&\sigma '_{23}\\\sigma '_{31}&\sigma '_{32}&\sigma '_{33}\\\end{matrix}}\right]=\left[{\begin{matrix}a_{11}&a_{12}&a_{13}\\a_{21}&a_{22}&a_{23}\\a_{31}&a_{32}&a_{33}\\\end{matrix}}\right]\left[{\begin{matrix}\sigma _{11}&\sigma _{12}&\sigma _{13}\\\sigma _{21}&\sigma _{22}&\sigma _{23}\\\sigma _{31}&\sigma _{32}&\sigma _{33}\\\end{matrix}}\right]\left[{\begin{matrix}a_{11}&a_{21}&a_{31}\\a_{12}&a_{22}&a_{32}\\a_{13}&a_{23}&a_{33}\\\end{matrix}}\right]\,\!.}

Figura 2.4: Transformação do tensor tensão

Expandindo a operação matricial e simplificando termos usando a simetria do tensor tensão, resulta
{\displaystyle \sigma _{11}'=a_{11}^{2}\sigma _{11}+a_{12}^{2}\sigma _{22}+a_{13}^{2}\sigma _{33}+2a_{11}a_{12}\sigma _{12}+2a_{11}a_{13}\sigma _{13}+2a_{12}a_{13}\sigma _{23},}
{\displaystyle \sigma _{22}'=a_{21}^{2}\sigma _{11}+a_{22}^{2}\sigma _{22}+a_{23}^{2}\sigma _{33}+2a_{21}a_{22}\sigma _{12}+2a_{21}a_{23}\sigma _{13}+2a_{22}a_{23}\sigma _{23},}
{\displaystyle \sigma _{33}'=a_{31}^{2}\sigma _{11}+a_{32}^{2}\sigma _{22}+a_{33}^{2}\sigma _{33}+2a_{31}a_{32}\sigma _{12}+2a_{31}a_{33}\sigma _{13}+2a_{32}a_{33}\sigma _{23},}
{\displaystyle {\begin{aligned}\sigma _{12}'=&a_{11}a_{21}\sigma _{11}+a_{12}a_{22}\sigma _{22}+a_{13}a_{23}\sigma _{33}\\&+(a_{11}a_{22}+a_{12}a_{21})\sigma _{12}+(a_{12}a_{23}+a_{13}a_{22})\sigma _{23}+(a_{11}a_{23}+a_{13}a_{21})\sigma _{13},\end{aligned}}}
{\displaystyle {\begin{aligned}\sigma _{23}'=&a_{21}a_{31}\sigma _{11}+a_{22}a_{32}\sigma _{22}+a_{23}a_{33}\sigma _{33}\\&+(a_{21}a_{32}+a_{22}a_{31})\sigma _{12}+(a_{22}a_{33}+a_{23}a_{32})\sigma _{23}+(a_{21}a_{33}+a_{23}a_{31})\sigma _{13},\end{aligned}}}
{\displaystyle {\begin{aligned}\sigma _{13}'=&a_{11}a_{31}\sigma _{11}+a_{12}a_{32}\sigma _{22}+a_{13}a_{33}\sigma _{33}\\&+(a_{11}a_{32}+a_{12}a_{31})\sigma _{12}+(a_{12}a_{33}+a_{13}a_{32})\sigma _{23}+(a_{11}a_{33}+a_{13}a_{31})\sigma _{13}.\end{aligned}}}
O círculo de Mohr para tensão é uma representação gráfica desta transformação de tensões.

### Tensões normal e cisalhante
A magnitude das componentes de tensão normal σn de um vetor tensão qualquer T(n) atuando sobre um plano arbitrário com vetor unitário normal n em um dado ponto, em termos das componentes σij do tensor tensão σ, pode ser expressa pelo produto escalar entre o vetor tensão e o vetor unitário normal
{\displaystyle {\begin{aligned}\sigma _{\mathrm {n} }&=\mathbf {T} ^{(\mathbf {n} )}\cdot \mathbf {n} \\&=T_{i}^{(\mathbf {n} )}n_{i}\\&=\sigma _{ij}n_{i}n_{j}.\end{aligned}}}
A magnitude da componente de tensão cisalhante τn, atuando no plano descrito pelos dois vetores T(n) e n, pode ser determinada usando o Teorema de Pitágoras
{\displaystyle {\begin{aligned}\tau _{\mathrm {n} }&={\sqrt {\left(T^{(\mathbf {n} )}\right)^{2}-\sigma _{\mathrm {n} }^{2}}}\\&={\sqrt {T_{i}^{(\mathbf {n} )}T_{i}^{(\mathbf {n} )}-\sigma _{\mathrm {n} }^{2}}},\end{aligned}}}
com
{\displaystyle \left(T^{(\mathbf {n} )}\right)^{2}=T_{i}^{(\mathbf {n} )}T_{i}^{(\mathbf {n} )}=\left(\sigma _{ij}n_{j}\right)\left(\sigma _{ik}n_{k}\right)=\sigma _{ij}\sigma _{ik}n_{j}n_{k}.}

## Leis de equilíbrio - Equações do movimento de Cauchy

Figura 4. Corpo contínuo em equilíbrio

### Primeira lei do movimento de Cauchy
De acordo com o princípio da conservação do momento linear, se o corpo contínuo está em equilíbrio estático pode ser demonstrado que as componentes do tensor tensão de Cauchy em todo ponto material do corpo satisfazem as equações de equilíbrio
{\displaystyle \sigma _{ji,j}+F_{i}=0\,\!.}
Por exemplo, para um fluido em equilíbrio hidrostático, o tensor tensão é expresso por
{\displaystyle {\sigma _{ij}}=-p{\delta _{ij}}\,\!,}
sendo {\displaystyle p} a pressão hidrostática e {\displaystyle {\delta _{ij}}} o delta de Kronecker.
| Dedução das equações de equilíbrio |
| --- |
| Considere um corpo contínuo (ver Figura 4) ocupando um volume {\displaystyle V\,\!}, tendo uma área superficial {\displaystyle S\,\!}, com trações definidas ou forças de superfície {\displaystyle T_{i}^{(n)}\,\!} por unidade de área agindo sobre todo ponto da superfície do corpo, e forças de volume {\displaystyle F_{i}\,\!} por unidade de volume em todo ponto do volume {\displaystyle V\,\!}. Assim, se o corpo está em equilíbrio a força resultante agindo sobre o corpo é nula, e assim {\displaystyle \int _{S}T_{i}^{(n)}dS+\int _{V}F_{i}dV=0\,\!.} Por definição, o vetor tensão é {\displaystyle T_{i}^{(n)}=\sigma _{ji}n_{j}\,\!}, então {\displaystyle \int _{S}\sigma _{ji}n_{j}\,dS+\int _{V}F_{i}\,dV=0\,\!.} Usando o teorema da divergência de Gauss, a fim de converter a integral de superfície em uma integral de volume, resulta {\displaystyle \int _{V}\sigma _{ji,j}\,dV+\int _{V}F_{i}\,dV=0\,\!} {\displaystyle \int _{V}(\sigma _{ji,j}+F_{i}\,)dV=0\,\!.} Para um volume arbitrário a integral se anula, resultando assim as equações de equilíbrio {\displaystyle \sigma _{ji,j}+F_{i}=0\,\!.} |

### Segunda lei do movimento de Cauchy
De acordo com o princípio da conservação do momento angular, o equilíbrio estabelece que a soma de momentos em torno de um eixo arbitrário é nula, o que leva à conclusão de que o tensor tensão é simétrico, tendo consequentemente apenas seis componentes de tensão independentes, ao invés das originais nove componentes,
{\displaystyle \sigma _{ij}=\sigma _{ji}\,\!.}
| Dedução da simetria do tensor tensão |
| --- |
| Somando os momentos em torno do ponto O (Figura 4), a resultante dos momentos é nula. Assim, {\displaystyle {\begin{aligned}M_{O}&=\int _{S}(\mathbf {r} \times \mathbf {T} )dS+\int _{V}(\mathbf {r} \times \mathbf {F} )dV=0\\0&=\int _{S}\varepsilon _{ijk}x_{j}T_{k}^{(n)}dS+\int _{V}\varepsilon _{ijk}x_{j}F_{k}dV\\\end{aligned}}\,\!,} sendo {\displaystyle \mathbf {r} \,\!} o vetor posição expresso por {\displaystyle \mathbf {r} =x_{j}\mathbf {e} _{j}\,\!.} Como {\displaystyle T_{k}^{(n)}=\sigma _{mk}n_{m}\,\!} e usando o teorema da divergência de Gauss, vertendo uma integral de superfície em outra integral equivalente de volume, resulta {\displaystyle {\begin{aligned}0&=\int _{S}\varepsilon _{ijk}x_{j}\sigma _{mk}n_{m}\,dS+\int _{V}\varepsilon _{ijk}x_{j}F_{k}\,dV\\&=\int _{V}(\varepsilon _{ijk}x_{j}\sigma _{mk})_{,m}dV+\int _{V}\varepsilon _{ijk}x_{j}F_{k}\,dV\\&=\int _{V}(\varepsilon _{ijk}x_{j,m}\sigma _{mk}+\varepsilon _{ijk}x_{j}\sigma _{mk,m})dV+\int _{V}\varepsilon _{ijk}x_{j}F_{k}\,dV\\&=\int _{V}(\varepsilon _{ijk}x_{j,m}\sigma _{mk})dV+\int _{V}\varepsilon _{ijk}x_{j}(\sigma _{mk,m}+F_{k})dV\\\end{aligned}}\,\!.} A segunda integral é nula, pois contém as equações de equilíbrio. Assim a primeira integral, com {\displaystyle x_{j,m}=\delta _{jm}\,\!}, resulta {\displaystyle \int _{V}(\varepsilon _{ijk}\sigma _{jk})dV=0\,\!.} Para um volume arbitrário V {\displaystyle \varepsilon _{ijk}\sigma _{jk}=0\,\!,} que é satisfeita para qualquer ponto do corpo. Expandindo esta equação resulta {\displaystyle \sigma _{12}=\sigma _{21}\,\!}, {\displaystyle \sigma _{23}=\sigma _{32}\,\!}, and {\displaystyle \sigma _{13}=\sigma _{31}\,\!} ou, em geral {\displaystyle \sigma _{ij}=\sigma _{ji}\,\!.} Isto prova que o tensor tensãol é simétrico! |
Contudo, na presença de conjugados, i.e. momentos por unidade de volume, o tensor tensão é não-simétrico.

## Tensões principais e invariantes de tensão
Em todo ponto de um corpo deformado existem três planos, denominados planos principais, com vetores normais {\displaystyle \mathbf {n} \,\!}, denominados direções principais, sendo os correspondentes vetores tensão perpendicular aos planos, i.e., paralelos ou na mesma direção do vetor normal {\displaystyle \mathbf {n} \,\!}, e onde não ocorre tensões cisalhantes {\displaystyle \tau _{\mathrm {n} }\,\!}. As três tensões normais a estes planos principais são denominadas tensões principais.
As componentes {\displaystyle \sigma _{ij}\,\!} do tensor tensão dependem da orientação do sistema de coordenadas no ponto em consideração. Contudo, o tensor tensão é intrinsecamente uma quantidade física e, como tal é independente do sistema de coordenadas escolhido para o representar. Existem determinados invariantes associados como todo tensor tensão, que são também independentes do sistema de coordenadas. Por exemplo, um vetor é um tensor simples de primeira ordem. Possui em três dimensões três componentes. O valor destas componentes depende do sistema de coordenadas escolhido para representar o vetor, porém a magnitude do vetor é uma quantidade física (um escalar) independente do sistema de coordenadas cartesiano escolhido para representar o vetor. Similarmente, todo tensor de segunda ordem (como o tensor tensão e o tensor deformação) tem três quantidades invariantes independentes associadas. Um conjunto de tais invariantes são as tensões principais do tensor tensão, que são exatamente os autovalores do tensor tensão. Seus vetores direção são as direções principais ou autovetores.
Um vetor tensão paralelo ao vetor unitário normal {\displaystyle \mathbf {n} \,\!} é expresso por
{\displaystyle \mathbf {T} ^{(\mathbf {n} )}=\lambda \mathbf {n} =\mathbf {\sigma } _{\mathrm {n} }\mathbf {n} \,\!,}
sendo {\displaystyle \lambda \,\!} uma constante de proporcionalidade, que neste caso particular corresponde às magnitudes {\displaystyle \sigma _{\mathrm {n} }\,\!} dos vetores tensão normal ou tensões principais.
Sabendo que {\displaystyle T_{i}^{(n)}=\sigma _{ij}n_{j}\,\!} e {\displaystyle n_{i}=\delta _{ij}n_{j}\,\!}, resulta
{\displaystyle {\begin{aligned}T_{i}^{(n)}&=\lambda n_{i}\\\sigma _{ij}n_{j}&=\lambda n_{i}\\\sigma _{ij}n_{j}-\lambda n_{i}&=0\\\left(\sigma _{ij}-\lambda \delta _{ij}\right)n_{j}&=0\,\!.\\\end{aligned}}\,\!}
Este é um sistema de equações lineares homogêneo, i.e. igual a zero, de três equações lineares sendo {\displaystyle n_{j}\,\!} as três incógnitas. A fim de obter uma solução não-trivial (diferente de zero) para {\displaystyle n_{j}\,\!}, o determinante da matriz de coeficientes deve ser igual a zero, i.e. o sistema é singular. Assim,
{\displaystyle \left|\sigma _{ij}-\lambda \delta _{ij}\right|={\begin{vmatrix}\sigma _{11}-\lambda &\sigma _{12}&\sigma _{13}\\\sigma _{21}&\sigma _{22}-\lambda &\sigma _{23}\\\sigma _{31}&\sigma _{32}&\sigma _{33}-\lambda \\\end{vmatrix}}=0\,\!.}
Expandindo o determinante resulta o polinômio característico
{\displaystyle \left|\sigma _{ij}-\lambda \delta _{ij}\right|=-\lambda ^{3}+I_{1}\lambda ^{2}-I_{2}\lambda +I_{3}=0\,\!,}
com
{\displaystyle {\begin{aligned}I_{1}&=\sigma _{11}+\sigma _{22}+\sigma _{33}\\&=\sigma _{kk}\\I_{2}&={\begin{vmatrix}\sigma _{22}&\sigma _{23}\\\sigma _{32}&\sigma _{33}\\\end{vmatrix}}+{\begin{vmatrix}\sigma _{11}&\sigma _{13}\\\sigma _{31}&\sigma _{33}\\\end{vmatrix}}+{\begin{vmatrix}\sigma _{11}&\sigma _{12}\\\sigma _{21}&\sigma _{22}\\\end{vmatrix}}\\&=\sigma _{11}\sigma _{22}+\sigma _{22}\sigma _{33}+\sigma _{11}\sigma _{33}-\sigma _{12}^{2}-\sigma _{23}^{2}-\sigma _{31}^{2}\\&={\frac {1}{2}}\left(\sigma _{ii}\sigma _{jj}-\sigma _{ij}\sigma _{ji}\right)\\I_{3}&=\det(\sigma _{ij})\\&=\sigma _{11}\sigma _{22}\sigma _{33}+2\sigma _{12}\sigma _{23}\sigma _{31}-\sigma _{12}^{2}\sigma _{33}-\sigma _{23}^{2}\sigma _{11}-\sigma _{31}^{2}\sigma _{22}\,\!.\\\end{aligned}}\,\!}
A equação característica tem três raízes reais {\displaystyle \lambda _{i}\,\!}, i.e. devido à simetria do tensor tensão, {\displaystyle \sigma _{1}=max\left(\lambda _{1},\lambda _{2},\lambda _{3}\right)\,\!}, {\displaystyle \sigma _{3}=min\left(\lambda _{1},\lambda _{2},\lambda _{3}\right)\,\!} e {\displaystyle \sigma _{2}=I_{1}-\sigma _{1}-\sigma _{3}\,\!}, são as tensões principais, funções dos autovalores {\displaystyle \lambda _{i}\,\!}. Os autovalores são as raízes do Teorema de Cayley-Hamilton. As tensões principais são únicas para um dado tensor tensão. Portanto, da equação característica os coeficientes {\displaystyle I_{1}\,\!}, {\displaystyle I_{2}\,\!} e {\displaystyle I_{3}\,\!}, denominados o primeiro, segundo e terceiro invariantes de tensão, respectivamente, tem sempre o mesmo valor, independentemente da orientação do sistema de coordenadas.
Para cada autovalor existe uma solução não-trivial para {\displaystyle n_{j}\,\!} na equação{\displaystyle \left(\sigma _{ij}-\lambda \delta _{ij}\right)n_{j}=0\,\!}. Estas soluções são as direções principais ou autovetores, definindo os planos sobre os quais atuam as tensões principais. As tensões principais e as direções principais caracterizam a tensão em um ponto e são independentes da orientação.
Um sistema de coordenadas com eixos orientados nas direções principais implica que as tensões normais são as tensões principais e que o tensor tensão é representado por uma matriz diagonal
{\displaystyle \sigma _{ij}={\begin{bmatrix}\sigma _{1}&0&0\\0&\sigma _{2}&0\\0&0&\sigma _{3}\end{bmatrix}}\,\!.}
As tensões principais podem ser combinadas para formar os invariantes de tensão, {\displaystyle I_{1}\,\!}, {\displaystyle I_{2}\,\!} e {\displaystyle I_{3}\,\!}. O primeiro e o terceiro invariantes são o traço e o determinante, respectivamente, do tensor tensão. Assim,
{\displaystyle {\begin{aligned}I_{1}&=\sigma _{1}+\sigma _{2}+\sigma _{3}\,\!,\\I_{2}&=\sigma _{1}\sigma _{2}+\sigma _{2}\sigma _{3}+\sigma _{3}\sigma _{1}\,\!,\\I_{3}&=\sigma _{1}\sigma _{2}\sigma _{3}\,\!.\\\end{aligned}}\,\!}
Devido à sua simplicidade o sistema de coordenadas principal é frequentemente útil quando considerando o estado de um meio elástico em um ponto particular. As tensões principais são usualmente expressas nas seguintes equações para a avaliação de tensões nas direções x e y ou tensões axial e de flexão em uma parte.:p.58–59 As tensões principais podem então ser usadas para calcular a tensão de von Mises e determinar o coeficiente de segurança
{\displaystyle \sigma _{1},\sigma _{2}={\frac {\sigma _{x}+\sigma _{y}}{2}}\pm {\sqrt {\left({\frac {\sigma _{x}-\sigma _{y}}{2}}\right)^{2}+\tau _{xy}^{2}}}\,\!.}
Usando somente a parte da equação na raiz quadrada, a mesma é igual à tensão cisalhante máxima e mínima, diferindo apenas no sinal
{\displaystyle \tau _{max},\tau _{min}=\pm {\sqrt {\left({\frac {\sigma _{x}-\sigma _{y}}{2}}\right)^{2}+\tau _{xy}^{2}}}\,\!.}

## Tensões cisalhantes máxima e mínima
A tensão cisalhante máxima ou tensão cisalhante principal máxima é igual à metade da diferença entre a maior e a menor tensão principal, e atua no plano bissetriz do ângulo entre as direções da maior e da menor tensões principais, i.e. o plano da tensão cisalhante máxima é orientado a {\displaystyle 45^{\circ }} dos planos das tensões principais. A tensão cisalhante máxima é expressa por
{\displaystyle \tau _{\max }={\frac {1}{2}}\left|\sigma _{\max }-\sigma _{\min }\right|\,\!.}
Assumindo {\displaystyle \sigma _{1}\geq \sigma _{2}\geq \sigma _{3}\,\!} então
{\displaystyle \tau _{\max }={\frac {1}{2}}\left|\sigma _{1}-\sigma _{3}\right|\,\!.}
Quando o tensor tensão é não-zero a componente de tensão normal agindo sobre o plano da máxima tensão cisalhante é não-zero e expressa por
{\displaystyle \sigma _{\mathrm {n} }={\frac {1}{2}}\left(\sigma _{1}+\sigma _{3}\right)\,\!.}
| Dedução das tensões cisalhantes máxima e mínima[8]:p.45–78[11]:p.1–46[13][15]:p.111–157[16]:p.9–41[17]:p.33–66[18]:p.43–61 |
| --- |
| A tensão normal pode ser expressa em termos das tensões principais {\displaystyle (\sigma _{1}\geq \sigma _{2}\geq \sigma _{3})\,\!} como {\displaystyle {\begin{aligned}\sigma _{\mathrm {n} }&=\sigma _{ij}n_{i}n_{j}\\&=\sigma _{1}n_{1}^{2}+\sigma _{2}n_{2}^{2}+\sigma _{3}n_{3}^{2}\,\!.\\\end{aligned}}} Sabendo que {\displaystyle \left(T^{(n)}\right)^{2}=\sigma _{ij}\sigma _{ik}n_{j}n_{k}}, a tensão cisalhante em termos das componentes de tensões principais é expressa como {\displaystyle {\begin{aligned}\tau _{\mathrm {n} }^{2}&=\left(T^{(n)}\right)^{2}-\sigma _{\mathrm {n} }^{2}\\&=\sigma _{1}^{2}n_{1}^{2}+\sigma _{2}^{2}n_{2}^{2}+\sigma _{3}^{2}n_{3}^{2}-\left(\sigma _{1}n_{1}^{2}+\sigma _{2}n_{2}^{2}+\sigma _{3}n_{3}^{2}\right)^{2}\\&=(\sigma _{1}^{2}-\sigma _{2}^{2})n_{1}^{2}+(\sigma _{2}^{2}-\sigma _{3}^{2})n_{2}^{2}+\sigma _{3}^{2}-\left[\left(\sigma _{1}-\sigma _{3}\right)n_{1}^{2}+\left(\sigma _{2}-\sigma _{2}\right)n_{2}^{2}+\sigma _{3}\right]^{2}\\&=(\sigma _{1}-\sigma _{2})^{2}n_{1}^{2}n_{2}^{2}+(\sigma _{2}-\sigma _{3})^{2}n_{2}^{2}n_{3}^{2}+(\sigma _{1}-\sigma _{3})^{2}n_{1}^{2}n_{3}^{2}\,\!.\\\end{aligned}}\,\!} A tensão cisalhante máxima em um ponto de um corpo contínuo é determinada pela maximização de {\displaystyle \tau _{\mathrm {n} }^{2}\,\!} sujeita à condição que {\displaystyle n_{i}n_{i}=n_{1}^{2}+n_{2}^{2}+n_{3}^{2}=1\,\!.} Este é um problema de maximização com restrições, que pode ser resolvido usando a técnica dos multiplicadores de Lagrange, a fim de converter o problema em um outro problema de otimização sem restrições. Assim, os valores estacionários (valores máximo e mínimo) de {\displaystyle \tau _{\mathrm {n} }^{2}\,\!} ocorrem onde o gradiente de {\displaystyle \tau _{\mathrm {n} }^{2}\,\!} é paralelo ao gradiente de {\displaystyle F\,\!}. A função lagrangeana para este problema pode ser escrita como {\displaystyle {\begin{aligned}F\left(n_{1},n_{2},n_{3},\lambda \right)&=\tau ^{2}+\lambda \left(g\left(n_{1},n_{2},n_{3}\right)-1\right)\\&=\sigma _{1}^{2}n_{1}^{2}+\sigma _{2}^{2}n_{2}^{2}+\sigma _{3}^{2}n_{3}^{2}-\left(\sigma _{1}n_{1}^{2}+\sigma _{2}n_{2}^{2}+\sigma _{3}n_{3}^{2}\right)^{2}+\lambda \left(n_{1}^{2}+n_{2}^{2}+n_{3}^{2}-1\right)\,\!,\\\end{aligned}}\,\!} onde {\displaystyle \lambda \,\!} é o multiplicador lagrangeano (que é diferente do {\displaystyle \lambda \,\!} usado para denotar autovalores). Os valores extremos destas funções são {\displaystyle {\frac {\partial F}{\partial n_{1}}}=0\,\!,\qquad {\frac {\partial F}{\partial n_{2}}}=0\,\!,\qquad {\frac {\partial F}{\partial n_{3}}}=0\,\!,} e então {\displaystyle {\frac {\partial F}{\partial n_{1}}}=n_{1}\sigma _{1}^{2}-2n_{1}\sigma _{1}\left(\sigma _{1}n_{1}^{2}+\sigma _{2}n_{2}^{2}+\sigma _{3}n_{3}^{2}\right)+\lambda n_{1}=0\,\!,} {\displaystyle {\frac {\partial F}{\partial n_{2}}}=n_{2}\sigma _{2}^{2}-2n_{2}\sigma _{2}\left(\sigma _{1}n_{1}^{2}+\sigma _{2}n_{2}^{2}+\sigma _{3}n_{3}^{2}\right)+\lambda n_{2}=0\,\!,} {\displaystyle {\frac {\partial F}{\partial n_{3}}}=n_{3}\sigma _{3}^{2}-2n_{3}\sigma _{3}\left(\sigma _{1}n_{1}^{2}+\sigma _{2}n_{2}^{2}+\sigma _{3}n_{3}^{2}\right)+\lambda n_{3}=0\,\!.} Estas três equações juntamente com a condição {\displaystyle n_{i}n_{i}=1\,\!} podem ser resolvidas para {\displaystyle \lambda ,n_{1},n_{2}\,\!} e {\displaystyle n_{3}\,\!.} Multiplicando as primeiras três equações por {\displaystyle n_{1},\,n_{2}\,\!} e {\displaystyle n_{3}\,\!}, respectivamente, e sabendo que {\displaystyle \sigma _{\mathrm {n} }=\sigma _{ij}n_{i}n_{j}=\sigma _{1}n_{1}^{2}+\sigma _{2}n_{2}^{2}+\sigma _{3}n_{3}^{2}\,\!}, resulta {\displaystyle n_{1}^{2}\sigma _{1}^{2}-2\sigma _{1}n_{1}^{2}\sigma _{\mathrm {n} }+n_{1}^{2}\lambda =0\,\!,} {\displaystyle n_{2}^{2}\sigma _{2}^{2}-2\sigma _{2}n_{2}^{2}\sigma _{\mathrm {n} }+n_{2}^{2}\lambda =0\,\!,} {\displaystyle n_{3}^{2}\sigma _{3}^{2}-2\sigma _{1}n_{3}^{2}\sigma _{\mathrm {n} }+n_{3}^{2}\lambda =0\,\!.} Adicionando estas três equações obtemos {\displaystyle {\begin{aligned}\left[n_{1}^{2}\sigma _{1}^{2}+n_{2}^{2}\sigma _{2}^{2}+n_{3}^{2}\sigma _{3}^{2}\right]-2\left(\sigma _{1}n_{1}^{2}+\sigma _{2}n_{2}^{2}+\sigma _{3}n_{3}^{2}\right)\sigma _{\mathrm {n} }+\lambda \left(n_{1}^{2}+n_{2}^{2}+n_{3}^{2}\right)&=0\\\left[\tau _{\mathrm {n} }^{2}+\left(\sigma _{1}n_{1}^{2}+\sigma _{2}n_{2}^{2}+\sigma _{3}n_{3}^{2}\right)^{2}\right]-2\sigma _{\mathrm {n} }^{2}+\lambda &=0\\\left[\tau _{\mathrm {n} }^{2}+\sigma _{\mathrm {n} }^{2}\right]-2\sigma _{\mathrm {n} }^{2}+\lambda &=0\\\lambda &=\sigma _{\mathrm {n} }^{2}-\tau _{\mathrm {n} }^{2}\,\!.\end{aligned}}\,\!} Este resultado pode ser substituído em cada uma das primeiras três equações , resultando {\displaystyle {\begin{aligned}{\frac {\partial F}{\partial n_{1}}}=n_{1}\sigma _{1}^{2}-2n_{1}\sigma _{1}\left(\sigma _{1}n_{1}^{2}+\sigma _{2}n_{2}^{2}+\sigma _{3}n_{3}^{2}\right)+\left(\sigma _{\mathrm {n} }^{2}-\tau _{\mathrm {n} }^{2}\right)n_{1}&=0\\n_{1}\sigma _{1}^{2}-2n_{1}\sigma _{1}\sigma _{\mathrm {n} }+\left(\sigma _{\mathrm {n} }^{2}-\tau _{\mathrm {n} }^{2}\right)n_{1}&=0\\\left(\sigma _{1}^{2}-2\sigma _{1}\sigma _{\mathrm {n} }+\sigma _{\mathrm {n} }^{2}-\tau _{\mathrm {n} }^{2}\right)n_{1}&=0\,\!.\\\end{aligned}}\,\!} Fazendo o mesmo para as outras duas equações vem {\displaystyle {\frac {\partial F}{\partial n_{2}}}=\left(\sigma _{2}^{2}-2\sigma _{2}\sigma _{\mathrm {n} }+\sigma _{\mathrm {n} }^{2}-\tau _{\mathrm {n} }^{2}\right)n_{2}=0\,\!,} {\displaystyle {\frac {\partial F}{\partial n_{3}}}=\left(\sigma _{3}^{2}-2\sigma _{3}\sigma _{\mathrm {n} }+\sigma _{\mathrm {n} }^{2}-\tau _{\mathrm {n} }^{2}\right)n_{3}=0\,\!.} Uma primeira abordagem para resolver estas últimas três equações é considerar a solução trivial {\displaystyle n_{i}=0\,\!}. Contudo, esta opção não satisfaz a restrição {\displaystyle n_{i}n_{i}=1\,\!}. Considerando a solução com {\displaystyle n_{1}=n_{2}=0\,\!} e {\displaystyle n_{3}\neq 0\,\!}, é determinado da condição {\displaystyle n_{i}n_{i}=1\,\!} que {\displaystyle n_{3}=\pm 1\,\!}, então da equação original para {\displaystyle \tau _{\mathrm {n} }^{2}\,\!} resulta {\displaystyle \tau _{\mathrm {n} }=0\,\!}. Os outros dois possíveis valores para {\displaystyle \tau _{\mathrm {n} }\,\!} podem ser obtidos similarmente assumindo {\displaystyle n_{1}=n_{3}=0\,\!} and {\displaystyle n_{2}\neq 0\,\!,} {\displaystyle n_{2}=n_{3}=0\,\!} and {\displaystyle n_{1}\neq 0\,\!.} Assim, um conjunto de soluções destas quatro equações é {\displaystyle {\begin{aligned}n_{1}&=0,\,\,n_{2}&=0,\,\,n_{3}&=\pm 1,\,\,\tau _{\mathrm {n} }&=0\,\!,\\n_{1}&=0,\,\,n_{2}&=\pm 1,\,\,n_{3}&=0,\,\,\tau _{\mathrm {n} }&=0\,\!,\\n_{1}&=\pm 1,\,\,n_{2}&=0,\,\,n_{3}&=0,\,\,\tau _{\mathrm {n} }&=0\,\!.\end{aligned}}\,\!} Estas correspondem aos valores mínimos para {\displaystyle \tau _{\mathrm {n} }\,\!} e verificam que não existem tensões cisalhantes sobre planos normais às direções principais de tensão, como mostrado previamente. Um segundo conjunto de soluções é obtido assumindo {\displaystyle n_{1}=0,\,n_{2}\neq 0\,\!} e {\displaystyle n_{3}\neq 0\,\!}. Resulta assim {\displaystyle {\frac {\partial F}{\partial n_{2}}}=\sigma _{2}^{2}-2\sigma _{2}\sigma _{\mathrm {n} }+\sigma _{\mathrm {n} }^{2}-\tau _{\mathrm {n} }^{2}=0\,\!,} {\displaystyle {\frac {\partial F}{\partial n_{3}}}=\sigma _{3}^{2}-2\sigma _{3}\sigma _{\mathrm {n} }+\sigma _{\mathrm {n} }^{2}-\tau _{\mathrm {n} }^{2}=0\,\!.} Para encontrar os valores de {\displaystyle n_{2}\,\!} e {\displaystyle n_{3}\,\!} primeiramente são subtraídas estas duas equações, {\displaystyle {\begin{aligned}\sigma _{2}^{2}-\sigma _{3}^{2}-2\sigma _{2}\sigma _{n}+2\sigma _{2}\sigma _{n}&=0\\\sigma _{2}^{2}-\sigma _{3}^{2}-2\sigma _{n}\left(\sigma _{2}-\sigma _{3}\right)&=0\\\sigma _{2}+\sigma _{3}&=2\sigma _{n}\,\!.\end{aligned}}\,\!} Sabendo que {\displaystyle n_{1}=0\,\!}, {\displaystyle \sigma _{\mathrm {n} }=\sigma _{1}n_{1}^{2}+\sigma _{2}n_{2}^{2}+\sigma _{3}n_{3}^{2}=\sigma _{2}n_{2}^{2}+\sigma _{3}n_{3}^{2}\,\!} e {\displaystyle n_{1}^{2}+n_{2}^{2}+n_{3}^{2}=n_{2}^{2}+n_{3}^{2}=1\,\!} obtemos {\displaystyle {\begin{aligned}\sigma _{2}+\sigma _{3}&=2\sigma _{n}\\\sigma _{2}+\sigma _{3}&=2\left(\sigma _{2}n_{2}^{2}+\sigma _{3}n_{3}^{2}\right)\\\sigma _{2}+\sigma _{3}&=2\left(\sigma _{2}n_{2}^{2}+\sigma _{3}\left(1-n_{2}^{2}\right)\right)&=0\end{aligned}}\,\!} e resolvendo para {\displaystyle n_{2}\,\!} obtemos {\displaystyle n_{2}=\pm {\frac {1}{\sqrt {2}}}\,\!.} Resolvendo então para {\displaystyle n_{3}\,\!} obtemos {\displaystyle n_{3}={\sqrt {1-n_{2}^{2}}}=\pm {\frac {1}{\sqrt {2}}}\,\!} e {\displaystyle {\begin{aligned}\tau _{\mathrm {n} }^{2}&=(\sigma _{2}-\sigma _{3})^{2}n_{2}^{2}n_{3}^{2}\\\tau _{\mathrm {n} }&={\frac {\sigma _{2}-\sigma _{3}}{2}}\end{aligned}}\,\!.} Os outros dois possíveis valores para {\displaystyle \tau _{\mathrm {n} }\,\!} podem ser obtidos similarmente assumindo {\displaystyle n_{2}=0,\,n_{1}\neq 0\,\!} and {\displaystyle n_{3}\neq 0\,\!,} {\displaystyle n_{3}=0,\,n_{1}\neq 0\,\!} and {\displaystyle n_{2}\neq 0\,\!.} Portanto, o segundo conjunto de soluções para {\displaystyle {\frac {\partial F}{\partial n_{1}}}=0\,\!}, representando um máximo para {\displaystyle \tau _{\mathrm {n} }\,\!} é {\displaystyle n_{1}=0,\,\,n_{2}=\pm {\frac {1}{\sqrt {2}}},\,\,n_{3}=\pm {\frac {1}{\sqrt {2}}},\,\,\tau _{\mathrm {n} }=\pm {\frac {\sigma _{2}-\sigma _{3}}{2}}\,\!,} {\displaystyle n_{1}=\pm {\frac {1}{\sqrt {2}}},\,\,n_{2}=0,\,\,n_{3}=\pm {\frac {1}{\sqrt {2}}},\,\,\tau _{\mathrm {n} }=\pm {\frac {\sigma _{1}-\sigma _{3}}{2}}\,\!,} {\displaystyle n_{1}=\pm {\frac {1}{\sqrt {2}}},\,\,n_{2}=\pm {\frac {1}{\sqrt {2}}},\,\,n_{3}=0,\,\,\tau _{\mathrm {n} }=\pm {\frac {\sigma _{2}-\sigma _{3}}{2}}\,\!.} Então, assumindo {\displaystyle \sigma _{1}\geq \sigma _{2}\geq \sigma _{3}\,\!}, a tensão cisalhante máxima é expressa por {\displaystyle \tau _{\mathrm {max} }={\frac {1}{2}}\left\|\sigma _{1}-\sigma _{3}\right\|={\frac {1}{2}}\left\|\sigma _{\mathrm {max} }-\sigma _{\mathrm {min} }\right\|\,\!,} e pode ser estabelecida como sendo igual à metade da diferença entre a maior e a menor tensão principal, agindo sobre o plano que bissecta o ângulo entre as direções da maior e da menor tensão principal. |

## Tensor tensão deviatório
O tensor tensão {\displaystyle \sigma _{ij}\,\!} pode ser expresso como a soma de dois outros tensores tensão:
1. um tensor tensão hidrostática média ou tensor tensão volumétrica ou tensor tensão normal média, {\displaystyle \pi \delta _{ij}\,\!}, que tende a mudar o volume do corpo tensionado; e
2. uma componente deviatória denominada tensor tensão deviatória, {\displaystyle s_{ij}\,\!}, que tende a distorcer o elemento.

Assim
{\displaystyle \sigma _{ij}=s_{ij}+\pi \delta _{ij}\,\!,}
sendo {\displaystyle \pi \,\!} a tensão média dada por
{\displaystyle \pi ={\frac {\sigma _{kk}}{3}}={\frac {\sigma _{11}+\sigma _{22}+\sigma _{33}}{3}}={\tfrac {1}{3}}I_{1}.\,}
A pressão ({\displaystyle p}) é geralmente definida como o negativo do traço do tensor tensão menos a divergência da velocidade
{\displaystyle p=\nabla \cdot {\vec {u}}-\pi =\lambda \,{\frac {\partial u_{k}}{\partial x_{k}}}-\pi =\sum _{k}\lambda \,{\frac {\partial u_{k}}{\partial x_{k}}}-\pi ,}
sendo {\displaystyle \lambda } uma constante de proporcionalidade, {\displaystyle \nabla } é o operador divergente nabla, {\displaystyle x_{k}} é o k:th sistema de coordenadas cartesiano, {\displaystyle {\vec {u}}} é a velocidade e {\displaystyle u_{k}} é a k:th componente cartesiana de {\displaystyle {\vec {u}}}.
O tensor tensão deviatório pode ser obtido pela subtração do tensor tensão hidrostática do tensor tensão de Cauchy
{\displaystyle {\begin{aligned}\ s_{ij}&=\sigma _{ij}-{\frac {\sigma _{kk}}{3}}\delta _{ij},\,\\\left[{\begin{matrix}s_{11}&s_{12}&s_{13}\\s_{21}&s_{22}&s_{23}\\s_{31}&s_{32}&s_{33}\end{matrix}}\right]&=\left[{\begin{matrix}\sigma _{11}&\sigma _{12}&\sigma _{13}\\\sigma _{21}&\sigma _{22}&\sigma _{23}\\\sigma _{31}&\sigma _{32}&\sigma _{33}\end{matrix}}\right]-\left[{\begin{matrix}\pi &0&0\\0&\pi &0\\0&0&\pi \end{matrix}}\right]\\&=\left[{\begin{matrix}\sigma _{11}-\pi &\sigma _{12}&\sigma _{13}\\\sigma _{21}&\sigma _{22}-\pi &\sigma _{23}\\\sigma _{31}&\sigma _{32}&\sigma _{33}-\pi \end{matrix}}\right]\,\!,.\end{aligned}}}

### Invariantes do tensor tensão deviatório
Sendo um tensor de segunda ordem, o tensor tensão deviatório tem também um conjunto de invariantes, que podem ser obtidos usando o mesmo procedimento usado para calcular os invariantes do tensor tensão. Pode ser mostrado que as direções principais do tensor tensão deviatória {\displaystyle s_{ij}\,\!} são as mesmas do tensor deformação {\displaystyle \sigma _{ij}\,\!}. Assim, a equação característica é
{\displaystyle \left|s_{ij}-\lambda \delta _{ij}\right|=\lambda ^{3}-J_{1}\lambda ^{2}+J_{2}\lambda -J_{3}=0\,\!,}
sendo {\displaystyle J_{1}\,\!}, {\displaystyle J_{2}\,\!} e {\displaystyle J_{3}\,\!} o primeiro, segundo e terceiro invariantes de tensão deviatório, respectivamente. Seus valores são os mesmos (invariantes) independente da orientação do sistema de coordenadas escolhido. Estes invariantes de tensão deviatório podem ser expressos como uma função das componentes de {\displaystyle s_{ij}\,\!} ou seus valores principais {\displaystyle s_{1}\,\!}, {\displaystyle s_{2}\,\!} e {\displaystyle s_{3}\,\!}, ou alternativamente, como uma função de {\displaystyle \sigma _{ij}\,\!} ou seus valores principais {\displaystyle \sigma _{1}\,\!}, {\displaystyle \sigma _{2}\,\!} e {\displaystyle \sigma _{3}\,\!}. Assim,
{\displaystyle {\begin{aligned}J_{1}&=s_{kk}=0,\,\\J_{2}&=\textstyle {\frac {1}{2}}s_{ij}s_{ji}\\&={\tfrac {1}{2}}(s_{1}^{2}+s_{2}^{2}+s_{3}^{2})\\&={\tfrac {1}{6}}\left[(\sigma _{11}-\sigma _{22})^{2}+(\sigma _{22}-\sigma _{33})^{2}+(\sigma _{33}-\sigma _{11})^{2}\right]+\sigma _{12}^{2}+\sigma _{23}^{2}+\sigma _{31}^{2}\\&={\tfrac {1}{6}}\left[(\sigma _{1}-\sigma _{2})^{2}+(\sigma _{2}-\sigma _{3})^{2}+(\sigma _{3}-\sigma _{1})^{2}\right]\\&=-{\tfrac {1}{3}}I_{1}^{2}+I_{2},\,\\J_{3}&=\det(s_{ij})\\&={\tfrac {1}{3}}s_{ij}s_{jk}s_{ki}\\&=s_{1}s_{2}s_{3}\\&={\tfrac {2}{27}}I_{1}^{3}-{\tfrac {1}{3}}I_{1}I_{2}+I_{3}\,\!.\end{aligned}}}
Como {\displaystyle s_{kk}=0\,\!}, o tensor tensão deviatório está em um estado de cisalhamento puro.
Uma quantidade chamada de tensão equivalente ou tensão de von Mises é comumente usada em mecânica dos sólidos. A tensão equivalente é definida como
{\displaystyle \sigma _{\mathrm {e} }={\sqrt {3~J_{2}}}={\sqrt {{\tfrac {1}{2}}~\left[(\sigma _{1}-\sigma _{2})^{2}+(\sigma _{2}-\sigma _{3})^{2}+(\sigma _{3}-\sigma _{1})^{2}\right]}}\,\!.}

## Tensão octaédrica

Figura 6: Planos de tensão octaédrica

Considerando as direções principais como eixos coordenados, um plano com um vetor normal formando ângulos iguais com cada um dos eixos principais (i.e. com cossenos diretores iguais a {\displaystyle |1/{\sqrt {3}}|\,\!}) é denominado plano octaédrico. Existe um total de oito planos octaédricos (Figura 6). As componentes normal e cisalhante do tensor tensão sobre estes planos são denominadas tensão normal octaédrica {\displaystyle \sigma _{\mathrm {oct} }\,\!} e tensão cisalhante octaédrica {\displaystyle \tau _{\mathrm {oct} }\,\!}, respectivamente.
Sabendo que o tensor tensão no ponto O (Figura 6) nos eixos principais é expresso por
{\displaystyle \sigma _{ij}={\begin{bmatrix}\sigma _{1}&0&0\\0&\sigma _{2}&0\\0&0&\sigma _{3}\end{bmatrix}}\,\!,\,\!}
o vetor tensão sobre um plano octaédrico é então dado por
{\displaystyle {\begin{aligned}\mathbf {T} _{\mathrm {oct} }^{(\mathbf {n} )}&=\sigma _{ij}n_{i}\mathbf {e} _{j}\\&=\sigma _{1}n_{1}\mathbf {e} _{1}+\sigma _{2}n_{2}\mathbf {e} _{2}+\sigma _{3}n_{3}\mathbf {e} _{3}\\&={\tfrac {1}{\sqrt {3}}}(\sigma _{1}\mathbf {e} _{1}+\sigma _{2}\mathbf {e} _{2}+\sigma _{3}\mathbf {e} _{3})\,\!.\end{aligned}}\,\!}
A componente normal do vetor tensão no ponto O associada com o plano octaédrico é
{\displaystyle {\begin{aligned}\sigma _{\mathrm {oct} }&=T_{i}^{(n)}n_{i}\\&=\sigma _{ij}n_{i}n_{j}\\&=\sigma _{1}n_{1}n_{1}+\sigma _{2}n_{2}n_{2}+\sigma _{3}n_{3}n_{3}\\&={\tfrac {1}{3}}(\sigma _{1}+\sigma _{2}+\sigma _{3})={\tfrac {1}{3}}I_{1}\,\!,\end{aligned}}\,\!}
que é a tensão normal média ou tensão hidrostática. Este valor é o mesmo em todos os oito planos octaédricos. A tensão cisalhante sobre o plano octaédrico é então
{\displaystyle {\begin{aligned}\tau _{\mathrm {oct} }&={\sqrt {T_{i}^{(n)}T_{i}^{(n)}-\sigma _{\mathrm {n} }^{2}}}\\&=\left[{\tfrac {1}{3}}(\sigma _{1}^{2}+\sigma _{2}^{2}+\sigma _{3}^{2})-{\tfrac {1}{9}}(\sigma _{1}+\sigma _{2}+\sigma _{3})^{2}\right]^{1/2}\\&={\tfrac {1}{3}}\left[(\sigma _{1}-\sigma _{2})^{2}+(\sigma _{2}-\sigma _{3})^{2}+(\sigma _{3}-\sigma _{1})^{2}\right]^{1/2}={\tfrac {1}{3}}{\sqrt {2I_{1}^{2}-6I_{2}}}={\sqrt {{\tfrac {2}{3}}J_{2}}}\,\!.\end{aligned}}\,\!}